# Aldeacentenera
Aldeacentenera è un comune spagnolo di 898 abitanti situato nella comunità autonoma dell'Estremadura.